# Stazione di Mitsukaidō
La stazione di Mitsukaidō (水海道駅?, Mitsukaidō-eki) è una stazione ferroviaria di Jōsō, città della prefettura di Ibaraki e servita dalla linea Jōsō delle Ferrovie del Kantō.

## Linee
Ferrovie del Kantō
● Linea Jōsō

## Struttura
La stazione è dotata di un marciapiede laterale e uno a isola tronco con tre binari passanti in superficie. Provenendo da sud è l'ultima stazione posta su tracciato raddoppiato.
| 1 | ■ Linea Jōsō | per Mitsukaido e Shimodate                                  |
| 1 | ■ Linea Jōsō | per Moriya e Toride                                         |
| 2 | ■ Linea Jōsō | per Moriya e Toride (treni originantisi in questa stazione) |
| 3 | ■ Linea Jōsō | per Mitsukaido e Shimodate                                  |
| 3 | ■ Linea Jōsō | per Moriya e Toride                                         |

## Stazioni adiacenti
| «          | Servizio   | »               |
| Linea Jōsō | Linea Jōsō | Linea Jōsō      |
| ---------- | ---------- | --------------- |
| Kokinu     | Locale     | Kita-Mitsukaidō |
| Moriya     | Rapido     | Ishige          |